# 切希尔海滩

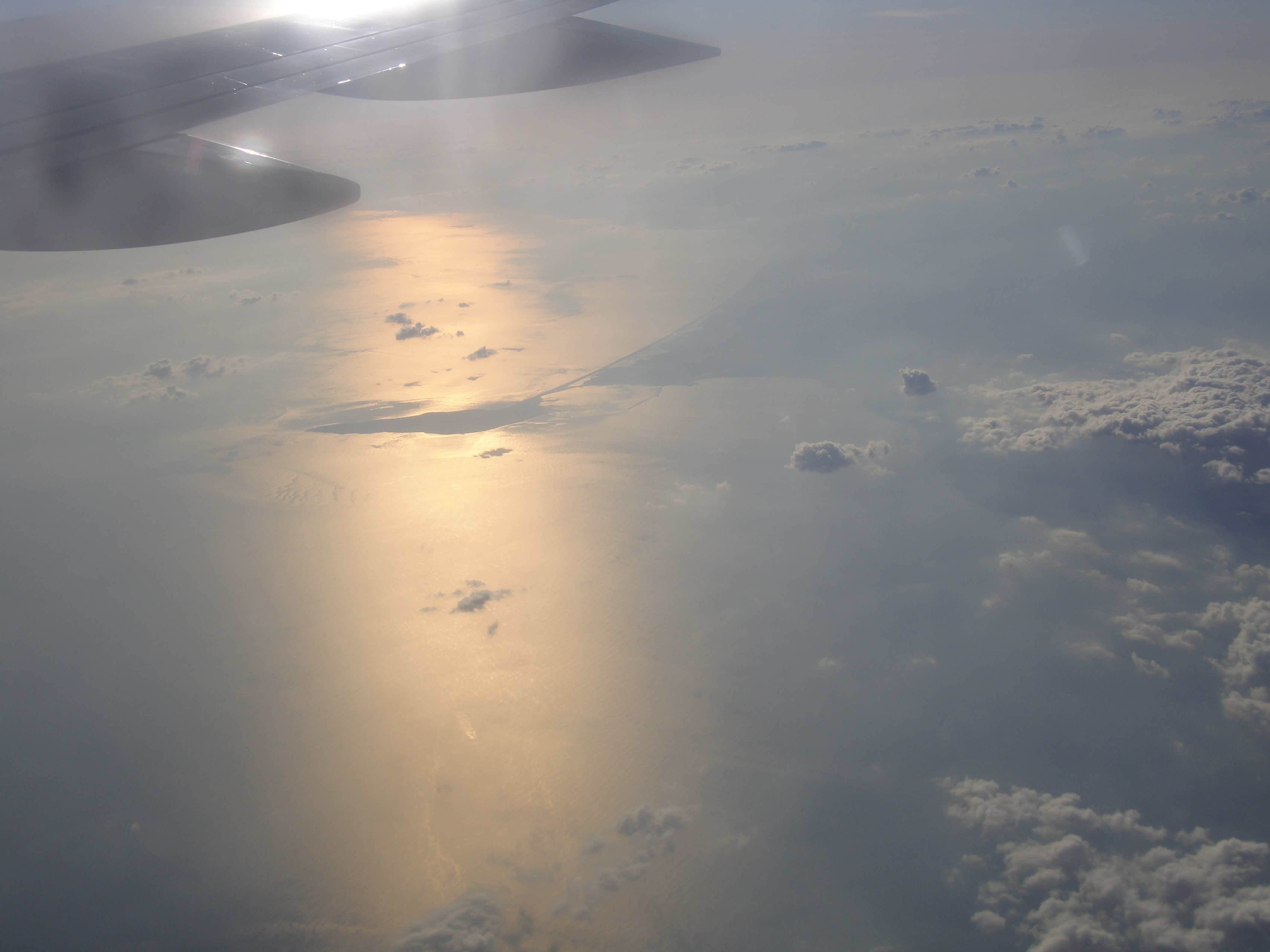
航拍波特兰半岛和切希尔海滩

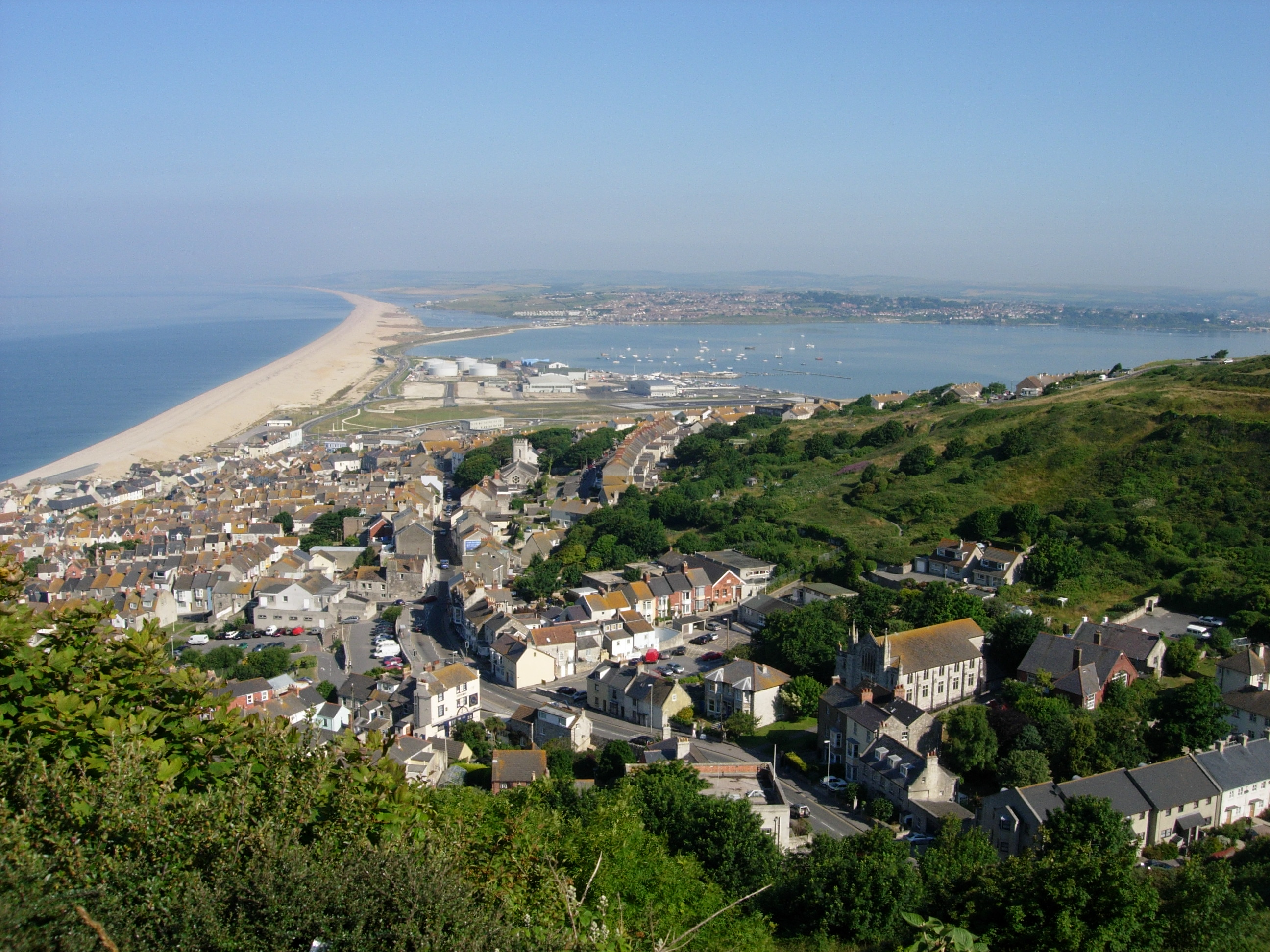
从波特兰鸟瞰切希尔海滩

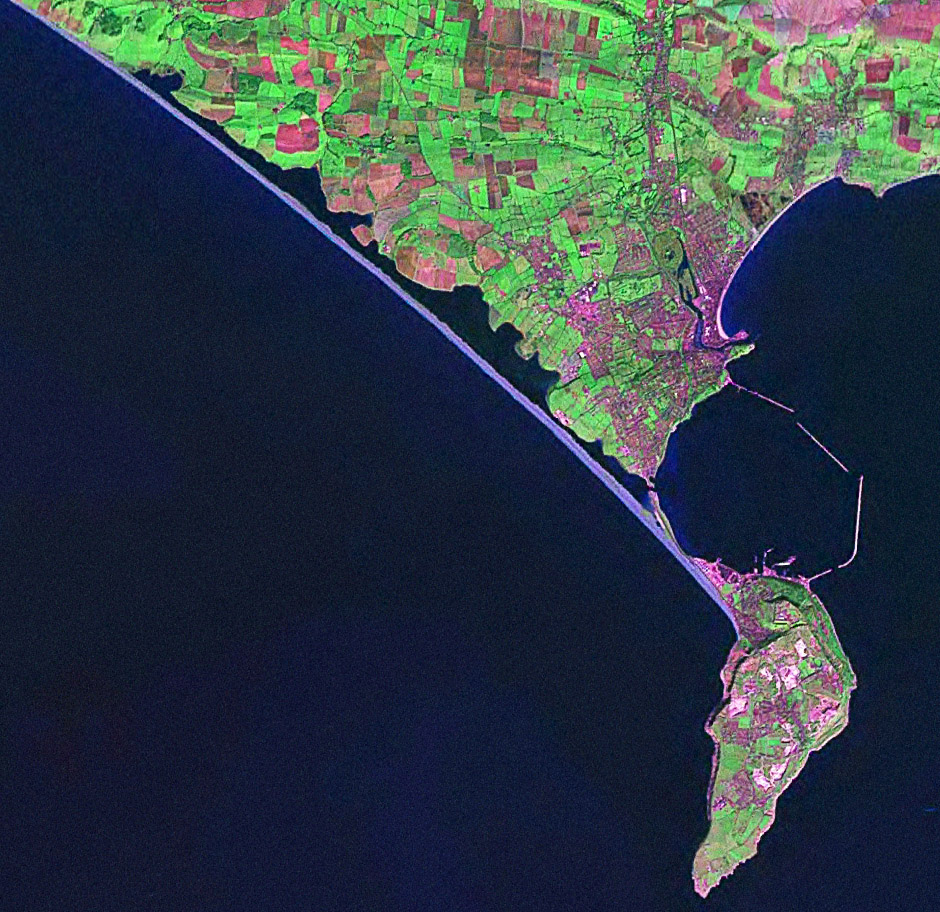

切希尔海滩（英語：Chesil Beach）位于英格兰南部的多塞特郡，是英国三个主要鵝卵石海灘之一。它的名字来源于古英语的ceosel或者cisel，意思为沙砾或卵石。切希尔海滩长约29千米，宽200米，高15米，是侏罗纪海岸的一部分。